# Dans la nuit (bande dessinée)
Pour les articles homonymes, voir Dans la nuit.
Dans la nuit est une série de bande dessinée fantastique écrite par Joël Callède, dessinée par Denys, colorisée par Hubert et publiée chez Delcourt.

## Thème
La série est composée de trois albums indépendants publiés entre 2003 et 2005 chez Delcourt. Les trois histoires sont indépendantes, le fil conducteur étant le « Bon Samaritain », un animateur radio qui reçoit, durant la nuit, les appels de personnes en détresse.

## Albums de la série
1. Légion, 2003[2],[3],[4].
2. Troisième Sous-sol, 2004[1].
3. Profondeurs, 2005[5],[6].